# 瓦尔克
瓦尔克（法語：Warcq，法語發音：[waʁk]）是法国阿登省的一个市镇，属于沙勒维尔-梅济耶尔区。

## 地理
瓦尔克（49°46'11"N, 4°40'50"E）面积9.19 平方千米，位于法国大東部大區阿登省，该省份为法国北部内陆省份，西接埃纳省，南至马恩省，东临默兹省，北与比利时接壤。
与瓦尔克接壤的市镇（或旧市镇、城区）包括：贝尔瓦勒、沙勒维尔-梅济耶尔、达穆济、法尼翁、普里莱梅济耶尔。

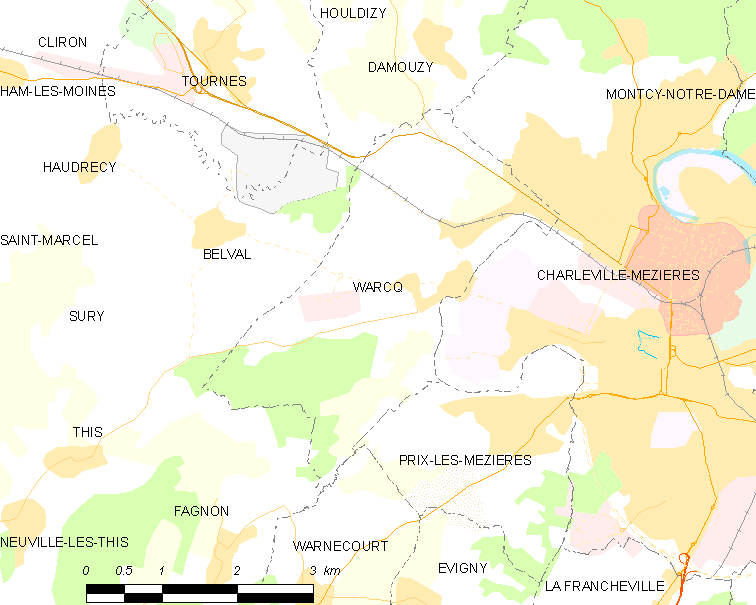
瓦尔克的OSM定位图

瓦尔克的时区为UTC+01:00、UTC+02:00（夏令时）。

## 行政
瓦尔克的邮政编码为08000，INSEE市镇编码为08497。

## 政治
瓦尔克所属的省级选区为沙勒维尔-梅济耶尔第一县。

## 人口

1962-2008年间瓦尔克人口变化图示

瓦尔克于2022年1月1日时的人口数量为1280人。